# Godolphin
Godolphin är ett drama av Carl Jonas Love Almqvist. Det ingår i band X av den så kallade duodesupplagan av Törnrosens bok, vilket utkom 1838. Pjäsen är en komedi som utspelar sig i 1600-talets Frankrike, och kan betraktas som en pastisch på det franskklassiska dramat. Följaktligen är versmåttet det för genren typiska, alexandriner.